# Segestidea soror
Segestidea soror är en insektsart som beskrevs av Morgan Hebard 1922. Segestidea soror ingår i släktet Segestidea och familjen vårtbitare. Inga underarter finns listade i Catalogue of Life.